# Годзислав
Годзислав (пол. Godzisław) — польский дворянский герб.

## Описание
В голубом поле золотой гриф вправо, держащий в когтях меч остриём вниз.
В навершии шлема, дворянскою короною прикрытого, выходит подобный же гриф. Намёт голубой с золотым подбоем. Герб Годзислав-Гриф Бржезинского внесён в Часть 2 Гербовника дворянских родов Царства Польского, стр. 207.

## Герб используют
Герб вместе с потомственным дворянством ВСЕМИЛОСТИВЕЙШЕ пожалован Члену Правительственной Комиссии Юстиции в Царстве Польском, Статс-Референдарию Войтеху Семенову сыну Бржезинскому, на основании статьи 4-й Положения о дворянстве 1836 года, грамотою ГОСУДАРЯ ИМПЕРАТОРА И ЦАРЯ НИКОЛАЯ I, 1847 года Августа 19 (31) дня.